# Batthyány tér (Metró Budapest)
Batthyány tér ist eine 1972 eröffnete Station der Linie M2 der Metró Budapest und liegt zwischen den Stationen Kossuth Lajos tér und Széll Kálmán tér.
Die Station befindet sich am gleichnamigen Platz (benannt nach Lajos Batthyány) auf der Budaer Seite der Stadt im I. Budapester Bezirk (Várkerület).

## Galerie

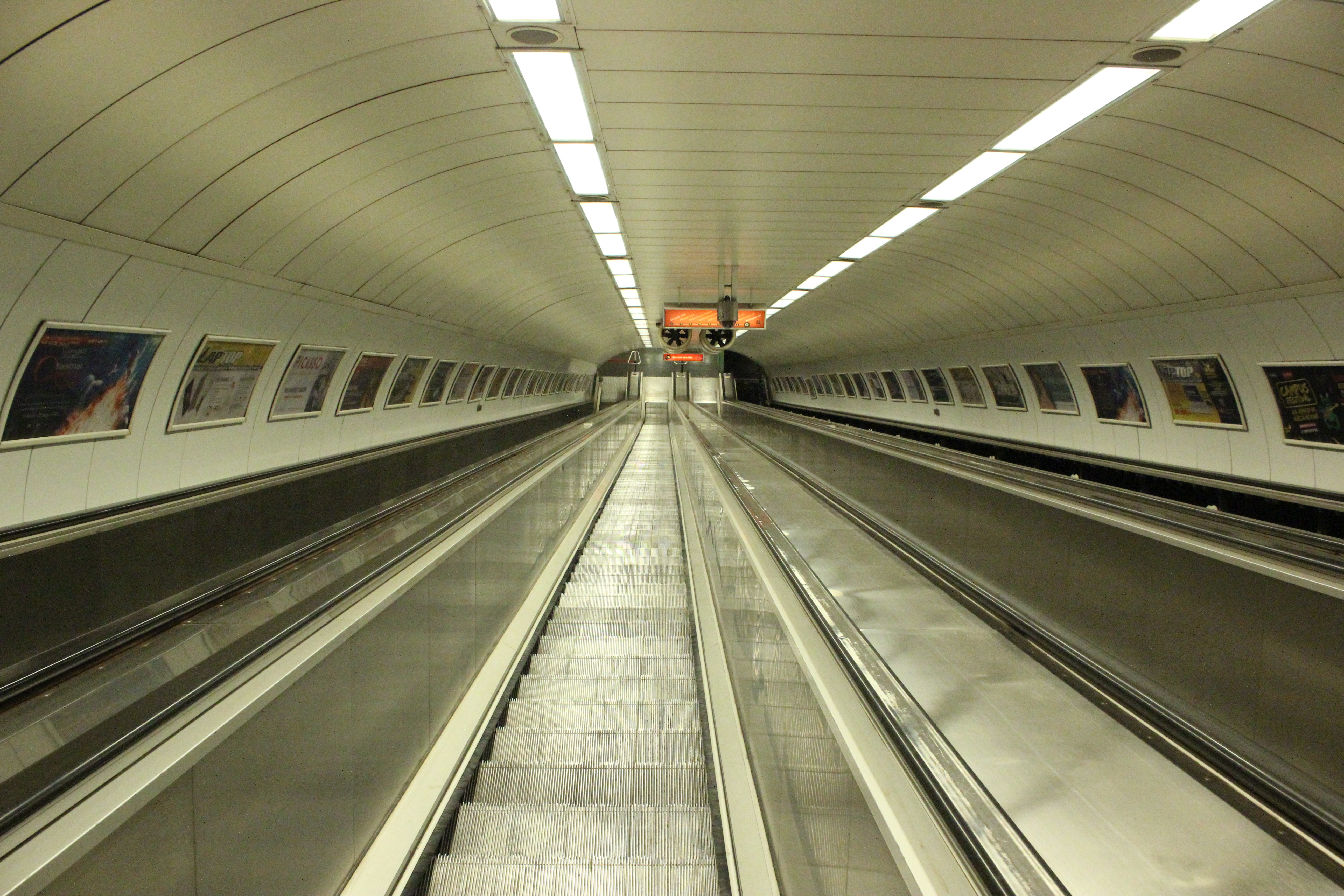
Rolltreppe
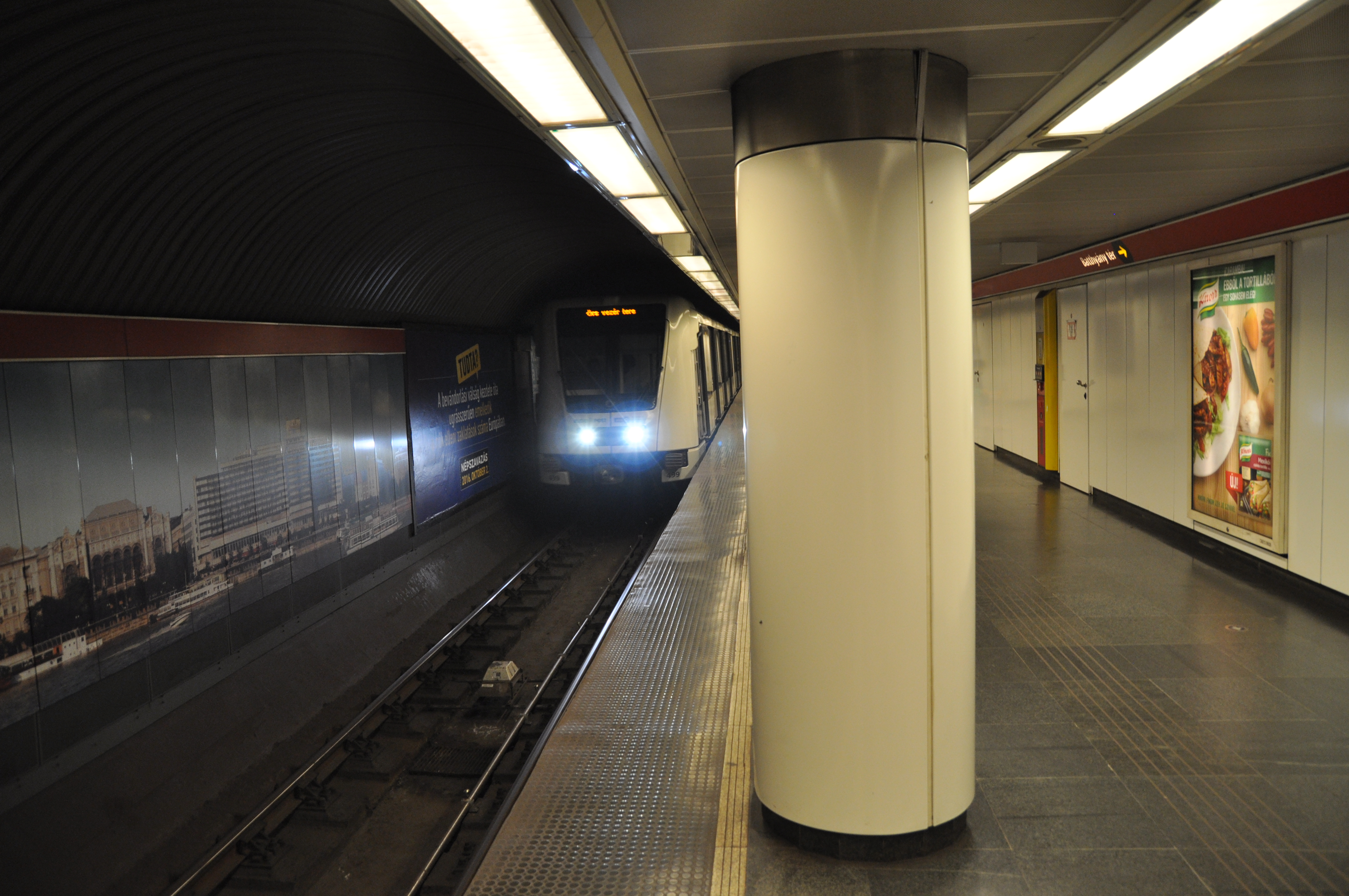
Einfahrender Zug
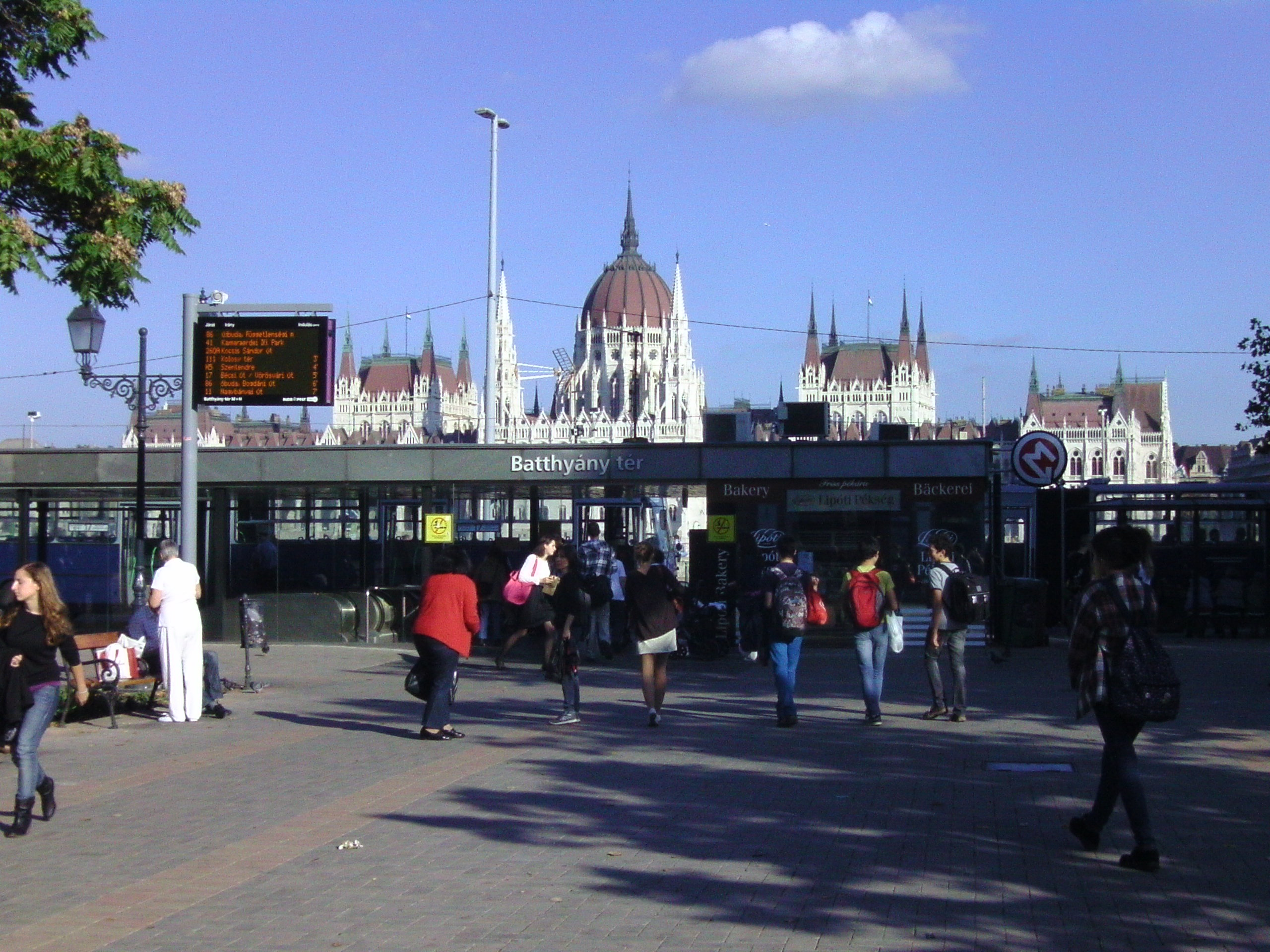
Zugang mit Parlamentsgebäude im Hintergrund.